# إدي هوبكينسون
إدي هوبكينسون (بالإنجليزية: Eddie Hopkinson) هو لاعب كرة قدم ومدرب كرة قدم بريطاني، ولد في 29 أكتوبر 1935 في Wheatley Hill ‏ في المملكة المتحدة، وتوفي في 25 أبريل 2004. شارك مع منتخب إنجلترا لكرة القدم. أما مع النوادي، فقد لعب مع أولدهام أثلتيك وبولتون واندررز.

## مسيرته الكروية
لعب إدي هوبكينسون خلال مسيرته الاحترافية مع ناديين في تسعة عشر موسمًا ولم يسجل خلالها أي هدف ضمن 522 مباراة. حيث فاز في موسم واحد بالكأس ولم يفز بأي دوري.
خاض إدي هوبكينسون مسيرته مع نادي أولدهام أثلتيك في موسم 1951–52 لمدة موسم واحد، مشاركًا في 3 مباريات ولم يسجل أي هدف. ثم انتقل إلى نادي بولتون واندررز في موسم 1952–53 ليلعب معه ثمانية عشر موسمًا، حيث شارك في 519 مباراة ولم يسجل أي هدف أيضًا.

## وصلات خارجية
- إدي هوبكينسون على موقع قاعدة بيانات كرة القدم.إي يو (الإنجليزية)
- إدي هوبكينسون على موقع ناشيونال فوتبول تيمز (الإنجليزية)